# Artemisia chingii
Artemisia chingii — вид квіткових рослин з родини айстрових (Asteraceae). Поширення: Центральний та Південний Китай, Тайвань. Населяє схили, луки, узбіччя доріг; низькі та середні височини.

## Біоморфологічна характеристика
Це багаторічна трав'яниста рослина заввишки 80–100(140) см, стебла рідко залозисті, але густо запушені. Нижнє стеблове листя на ніжках 5–15 мм; листова пластинка яйцеподібна або широкояйцеподібна, 5–6 × 4–5 см, 1(або 2)-перисто-роздільна до майже -роздільної; сегменти 2 або 3, еліптичні, частки 3–6(8) мм завширшки, край загнутий, іноді з 2 або 3 зубцями. Середнє стеблове листя ± сидяче; листова пластинка яйцеподібна, яйцеподібно-еліптична або широкояйцеподібна, 3.5–5 × 2–4 см, знизу густо павутинисто повстяна з підшаром сидячих залоз та грубіших тупих волосків на жилках, зверху залозисто опушена, перистороздільна; сегменти 2 або 3 пари, еліптичні або еліптично-ланцетні, 10–20 × 3–6(8) мм. Найбільш верхнє листя та листоподібні приквітки 3–5-роздільні або цілісні, лопаті ± лінійні. Синцвіття — вузькоконічна волоть. Обгортка яйцеподібна або довгаста, 1.5–2 мм у діаметрі; листочки обгортки із зеленою середньою жилкою, від густо павутинисто запушених до ± голих. Крайових жіночих квіточок 3–5. Дискових квіточок 8–12, двостатеві. Сім'янка оберненояйцеподібна або яйцеподібна. Цвітіння та плодіння: серпень — жовтень.